# Chun In-soo
Chun In-soo (박성수: 13 de julho de 1965) é um arqueiro sul-coreano, campeão olímpico.

## Carreira
Chun In-soo representou seu país nos Jogos Olímpicos em 1984 e 1988, ganhando a medalha de ouro por equipes em 1988.